# ゲームボーイプレーヤー
ゲームボーイプレーヤー（GAME BOY PLAYER）とは、2003年3月21日に任天堂が発売したニンテンドー ゲームキューブ用の周辺機器である。型番はDOL-017。発売時の希望小売価格は税別5,000円。
ゲームキューブの底面に接続し、付属のスタートアップディスクをセットして起動することでゲームボーイアドバンス（以下、GBA）を動作させる環境を構築し、同ハードおよびそれまでのゲームボーイシリーズ全般のソフトを動作させることができる。内部にはGBAの基板相当が搭載されており、エミュレーションではなく、システム全体がGBAとして動作する。

## ハードウェア

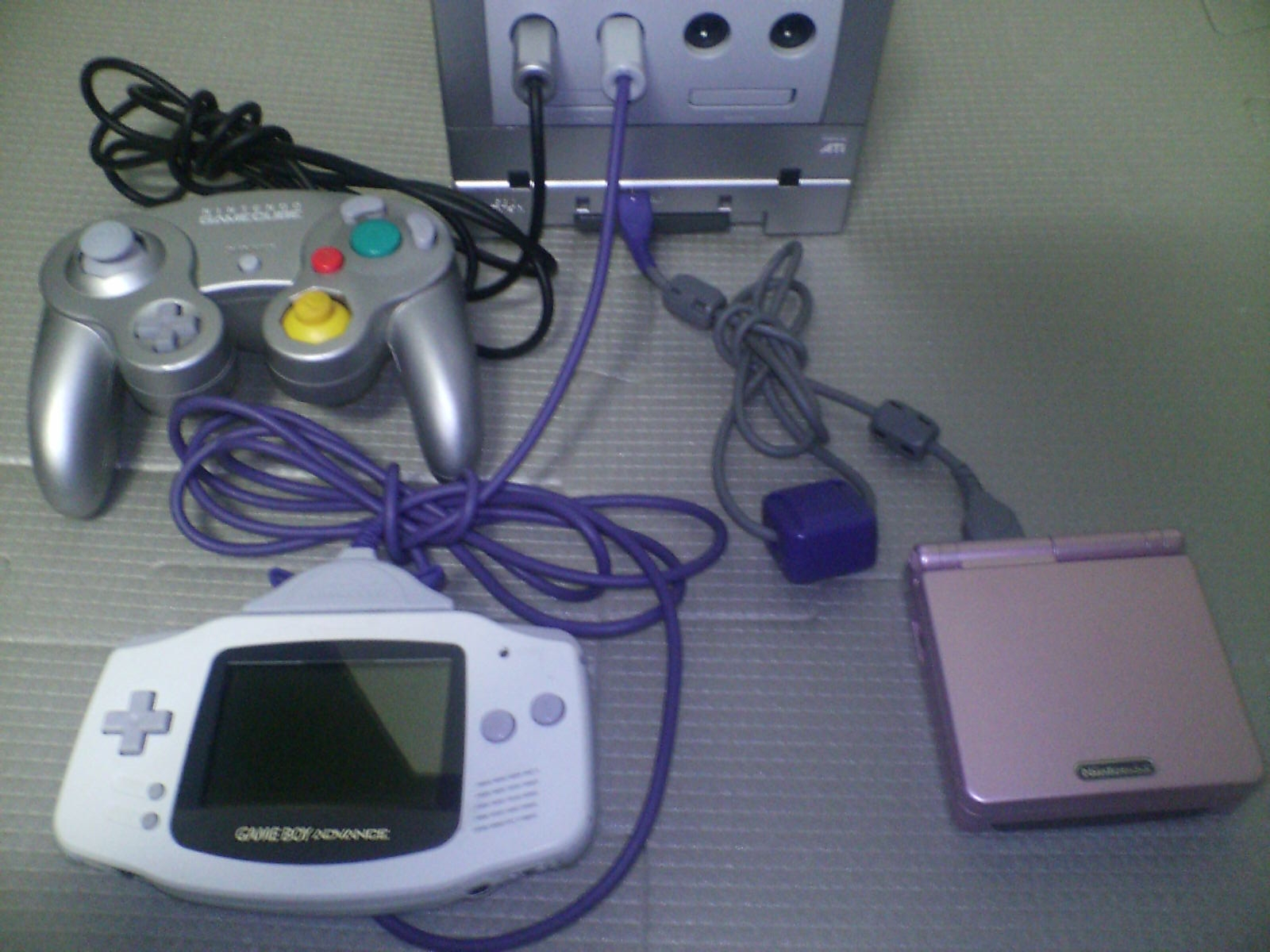
ゲームボーイプレーヤー使用時。左のコントローラとGBAは対等、右のGBASPは別プレイヤー

ゲームキューブ底面のハイスピードポートに接続、固定は底面のねじで行う。シリアルポートを使用するモデムアダプタやブロードバンドアダプタを付けたままでも使用可能だが、この2つの付け外しを行う際には一度取り外す必要がある。
また、テレビとゲーム機が2台必要になるため現実的ではないが、GBAケーブルで他のゲームキューブに接続するGBAの代用も可能。また、ゲームボーイポケット専用通信ケーブルを使えばスーパーゲームボーイ2との通信も可能。
ゲームの操作には通常のゲームキューブ用のコントローラが使えるほか、GBAケーブルを使用することでGBAおよびGBASPをコントローラとして使用することもできる。なお、通常のゲームプレイに関してはGBAで可能だが、メニュー画面を開く操作はゲームキューブ用コントローラでしか出来ない。ちなみにGBAをコントローラーとして使用している間は少しずつその電池を消費する。また、ゲームキューブ本体に接続したGBAはゲームキューブ用と対等に扱われるので、通信プレイのためにはコントローラとして接続したものと別にゲームボーイプレーヤーの通信端子に通信相手となるハードを接続する必要がある。

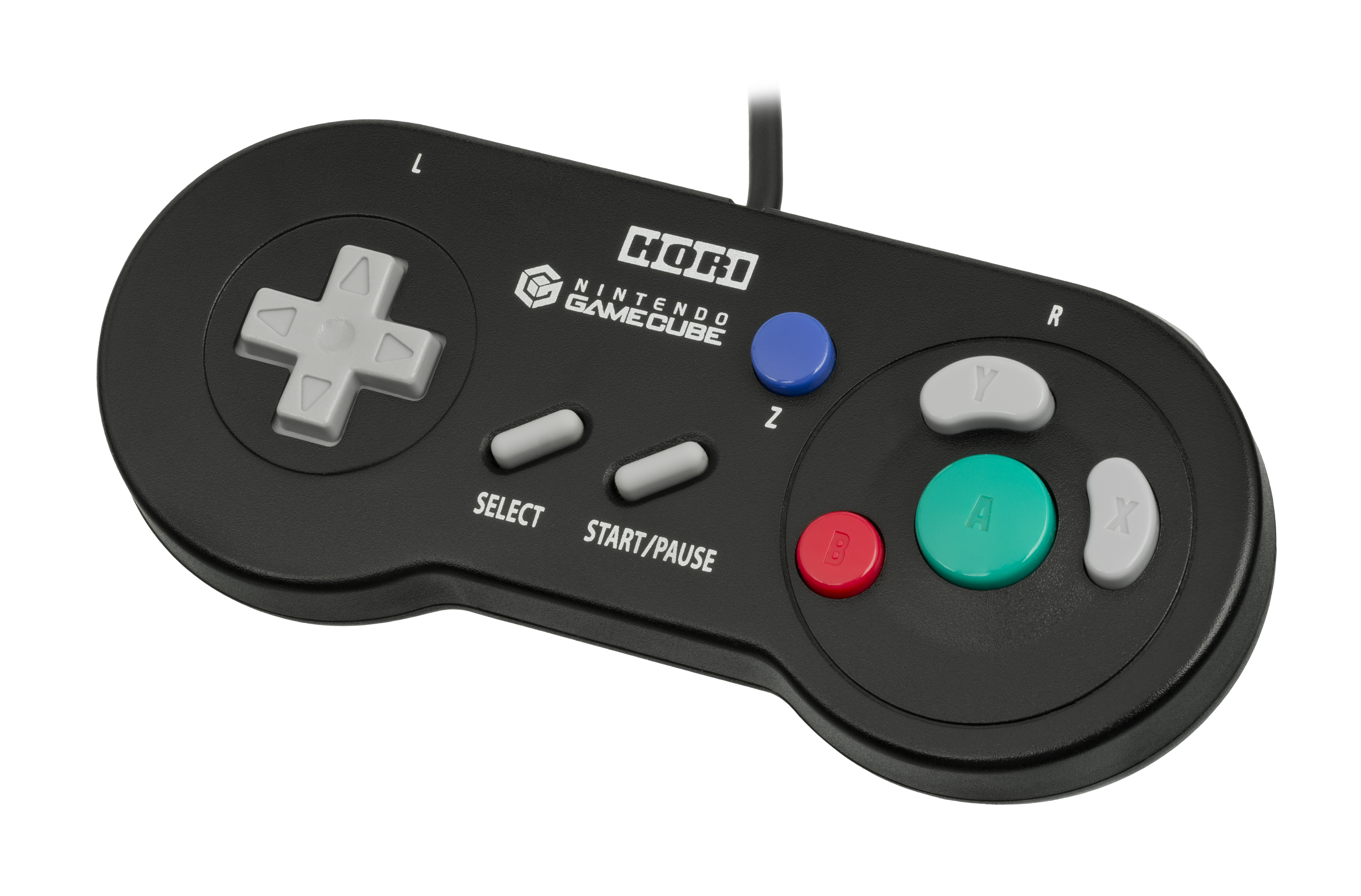
HORIデジタルコントローラ ブラック

ゲームボーイプレーヤーに対応したゲームキューブ用コントローラとしてHORIから「デジタルコントローラ」も本機発売日と同日に発売された。通常のコントローラにはないセレクトボタンが備わっており、また、スティック類が廃されている。

## 機能
スタートアップディスクをディスクドライブに挿入し電源を入れて、ゲームボーイプレーヤーを起動するとディスクの回転が停止する。この状態でスタートアップディスクを取り外しても、電源を切るかリセットするまではゲームボーイプレーヤーを続けて遊ぶことができる。また、カートリッジ交換の選択の手順をせずに直接ソフトをスロットから抜き差ししたり、接続されなかったりすると、警告音と共に警告メッセージが表示される。

### メニュー画面
Zボタンで開くことができるメニュー画面から、以下の設定や機能を使用することができる。
フレーム
20種類の枠から1つを選ぶことができる。なお、スーパーゲームボーイ対応ソフトでもスーパーゲームボーイ用の枠は無視される。
サイズ
ノーマルとフルがあり、フルで横幅がテレビ画面いっぱいになるように拡大することができる。なお、拡大した際も上下に枠が残る。
がめん
ソフトとシャープがあり、輪郭をぼかしたりシャープにしたりすることができる。
コントローラ
X/Y/L/RボタンとCスティックの割り当てを変更することができる。GBAおよびSPを使用する場合は本来のハードのキー割り当てがそのまま使用されるが、ゲームキューブ用コントローラで操作する場合はコントローラの形の違いがあり、それを吸収するためにハードの側で対応付けが行われる。なお、この割り当ては次の2つの中から選択できる。左スティックと十字キーはGBAの十字キーに割り当てられ、A/B/STARTボタンはGBAの同じボタンに割り当てられており、変更はできない。
|            | 設定1                              | 設定2                                           |
| ---------- | ---------------------------------- | ----------------------------------------------- |
| 十字ボタン | 十字ボタン・コントロールスティック | 十字ボタン・コントロールスティック・Cスティック |
| A          | A                                  | A                                               |
| B          | B                                  | B                                               |
| SELECT     | X・Y                               | L・R                                            |
| L          | L                                  | Y                                               |
| R          | R                                  | X                                               |
| START      | START/PAUSE                        | START/PAUSE                                     |

- 設定1の項目
  - L/Rボタン：GBAの同じボタンに割り当てられる。
  - X/Yボタン：GBAのSELECTボタンに割り当てられる。
  - この設定ではGBAに近い形となる。
- 設定2の項目
  - Cスティック：GBAの十字キーに割り当てられる。
  - Lトリガーボタン/Rトリガーボタン：GBAのSELECTボタンに割り当てられる。
  - Xボタン：GBAのRボタンに割り当てられる。
  - Yボタン：GBAのLボタンに割り当てられる。
  - この設定ではCスティックとその周辺のボタンによる片手でのプレイが可能となる。

タイマー
1分 - 60分のタイマーが搭載されている。
カートリッジこうかん
システムの動作を停止させ、電源を入れたまま抜き差してもカートリッジを交換することができる。なお、Z+STARTで直接この機能を使うこともできる。カートリッジを抜くときには正面右側のつまみを使用するが、ゲームボーイ・ゲームボーイカラー共通・ゲームボーイカラー用
ソフトのカートリッジの場合はゲームボーイアドバンス用ソフトのカートリッジより大きいため、そのまま手で引き抜くこともできる。

## 本体

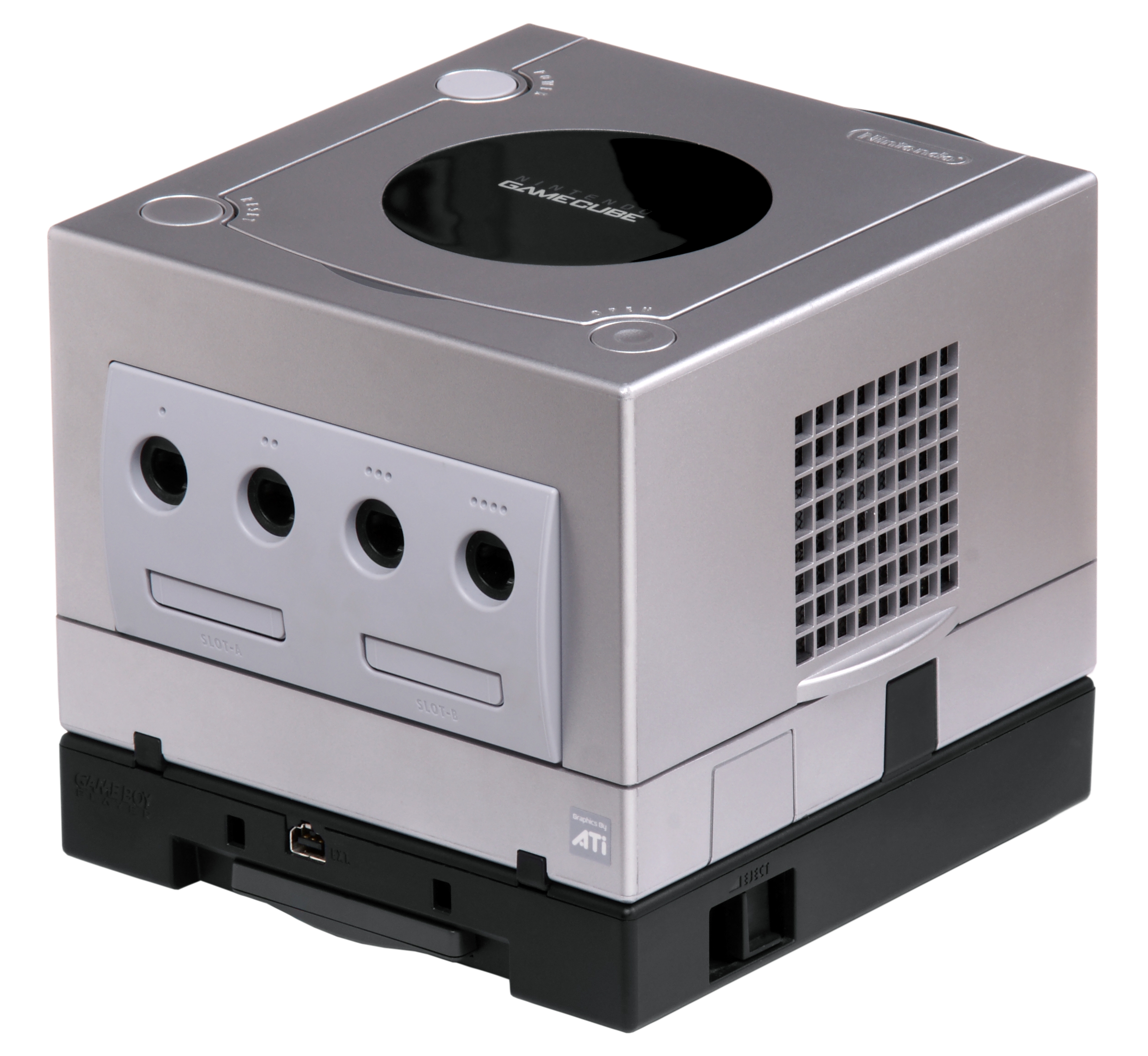
ゲームキューブと本機を接続させた状態

カラーバリエーションはゲームキューブ本体と同じバイオレット・オレンジ・ブラック・シルバーの4色がリリースされた。なお、底面形状の違いからパナソニック製のゲームキューブ互換機"Q"にも専用の物が2003年10月１日に発売された。
任天堂
日本
- DOL-017，DOL-A-GPVT(JPN)，「バイオレット」色のゲームボーイプレーヤー。
- DOL-017，DOL-A-GPO(JPN)，「オレンジ」色のゲームボーイプレーヤー。
- DOL-017，DOL-A-GPK(JPN)，「ブラック」色のゲームボーイプレーヤー。
- DOL-017，DOL-A-GPPL(JPN)，「シルバー」色のゲームボーイプレーヤー。

松下電器産業
- SH-GB10-H，DVD/ゲームプレーヤー「Q」専用ゲームボーイプレーヤー。

ゲームキューブの限定カラーの中には、本体と同色のゲームボーイプレーヤーを同梱しているものがある。
ゲームキューブ本体にゲームボーイプレーヤーを同梱した「エンジョイプラスパック」が、3か月後の6月21日に発売されており、価格も19,800円とゲームキューブの当時の価格と同じだった。

## ソフト対応状況
動き関係のセンサーを搭載した物や振動機能を持つゲームは非対応としている。振動カートリッジに関しては、その振動によりシステム全体が設置場所から落下することにより破損することを理由としている。ただしハードウェア的には同一の環境を構築できるため、ゲームキューブ本体を持って動かしたり回したりすることで、非対応とされるソフトでも一応プレイ可能な物もある（コロコロカービィ#動作環境も参照）。
一部GBAソフトではゲームボーイプレーヤーに接続したGC用コントローラを振動させる機能がある。
またプレイやんやアドバンスムービーについても正常に動作するが、サポート外となっている。